# 선적분
미적분학에서 선적분(線積分, 영어: line integral)과 직선 위의 정적분을 곡선 위의 적분까지 일반화한 개념이다. 두 종류의 선적분이 존재하며, 하나는 스칼라 장, 하나는 벡터 장에 대한 것이다. 스칼라 장의 선적분은 밀도 분포가 주어진 끈의 질량을 구하는 문제와 같으며, 벡터 장의 선적분은 어떤 역장이 주어진 경로를 따라 운동하는 물체에 한 일을 구하는 문제와 같다. 스칼라 장과 벡터 장의 선적분의 정의는 서로 전환 가능하다. 즉, 벡터 장의 선적분은 (스칼라 장을 이루는) 접성분의 선적분과 같다.

## 정의
곡선 위에 정의된 함수의 선적분은 리만 합을 사용하여 정의하거나, 곡선을 매개화한 뒤 정적분을 사용하여 정의할 수 있다. 이 경우, 선적분은 곡선의 재매개화 아래 불변이다.

### 스칼라 장의 경우

스칼라 장의 선적분

스칼라 장 {\displaystyle f\colon \mathbb {R} ^{n}\to \mathbb {R} }의, 곡선 {\displaystyle {\vec {\gamma }}\colon [a,b]\to \mathbb {R} ^{n}} 위의 선적분은 다음과 같다.
{\displaystyle \int _{{\vec {\gamma }}([a,b])}fds=\int _{a}^{b}f({\vec {\gamma }}(t))\Vert {\vec {\gamma }}'(t)\Vert dt}
특히, 곡선 {\displaystyle {\vec {\gamma }}([a,b])}의 길이는 다음과 같다.
{\displaystyle \int _{{\vec {\gamma }}([a,b])}ds=\int _{a}^{b}\Vert {\vec {\gamma }}'(t)\Vert dt}

### 벡터 장의 경우

벡터 장의 선적분

벡터 장 {\displaystyle {\vec {F}}\colon \mathbb {R} ^{n}\to \mathbb {R} ^{n}}의, 곡선 {\displaystyle {\vec {\gamma }}\colon [a,b]\to \mathbb {R} ^{n}} 위의 선적분은 다음과 같다.
{\displaystyle \int _{{\vec {\gamma }}([a,b])}{\vec {F}}\cdot d{\vec {\gamma }}=\int _{{\vec {\gamma }}([a,b])}{\vec {F}}\cdot {\frac {{\vec {\gamma }}'(t)}{\Vert {\vec {\gamma }}(t)\Vert }}ds=\int _{a}^{b}{\vec {F}}({\vec {\gamma }}(t))\cdot {\vec {\gamma }}'(t)dt}

### 복소 함수의 경우
함수 {\displaystyle f\colon \mathbb {C} \to \mathbb {C} }의, 곡선 {\displaystyle \gamma \colon [a,b]\to \mathbb {C} } 위의 선적분은 다음과 같다.
{\displaystyle \int _{\gamma ([a,b])}fdz=\int _{a}^{b}f(\gamma (t))\gamma '(t)dt}

## 성질

### 해석함수의 부정적분
{\displaystyle f\left(z\right)}가 단순연결 영역 D내에서 해석적이라 하자. 그러면 영역 D내에 {\displaystyle f\left(z\right)}의 부정적분, 즉, D내에 {\displaystyle F'\left(z\right)=f\left(z\right)}를 만족하는 해석함수 {\displaystyle F\left(z\right)}가 존재하며, D내의 두 점 {\displaystyle z_{0}}와 {\displaystyle z_{1}}을 연결하는 D내의 모든 경로에 대하여 
{\displaystyle \int _{z_{0}}^{z_{1}}{f\left(z\right)dz=F\left(z_{1}\right)-F\left(z_{0}\right)}}
가 성립한다. 

### 경로를 사용한 적분
이 방법은 해석함수에만 제한되지 않고 모든 연속인 복소함수에 적용된다. {\displaystyle a\leq t\leq b}에서 {\displaystyle z=z\left(t\right)}에 의해 표시되는, 구분적으로 매끄러운 경로를 {\displaystyle C}라 하고, {\displaystyle f\left(z\right)}가 {\displaystyle C}위에서 연속인 함수라 하면, 
{\displaystyle \int _{C}^{}{f\left(z\right)}dz=\int _{a}^{b}{f\left[z\left(t\right)\right]}{\dot {z}}\left(t\right)dt}   {\displaystyle \left({\dot {z}}={\frac {dz}{dt}}\right)}
이다.

## 응용
어떤 끈의 밀도를 그 끈을 따라 선적분하면, 끈의 질량을 얻는다.
역장을 물체의 운동 경로를 따라 선적분하면, 힘이 물체에 한 일을 얻는다. 힘이 한 일이 출발점과 도착점의 위치에만 의존하고 경로와 무관하다면, 그 힘을 보존력이라고 한다. 보존력장의 '원함수'를 그 힘에 의한 위치 에너지라고 한다.

## 같이 보기
- 발산 정리
- 선적분의 기본정리
- 면적분